# Batalla de Gandesa (1938)
La batalla de Gandesa fue un enfrentamiento militar ocurrido a principios de abril de 1938, durante la guerra civil española. La resistencia que llevaron a cabo los brigadistas internacionales permitió la evacuación republicana de material y hombres al otro lado del río Ebro.

## Combates
El enfrentamiento tiene su origen en el momento en que la XV Brigada Internacional se atrincheró en esta localidad catalana para intentar detener la ofensiva de las tropas franquistas, que desde el comienzo de la ofensiva de Aragón avanzaban imparables. Los internacionales de la XV Brigada venían retirándose desde el comienzo de esta ofensiva, cuando el frente republicano se vino abajo. A pesar de las proezas de los defensores interbrigadistas, el 3 de abril cayó Gandesa y con ella unos 140 brigadistas británicos fueron hechos prisioneros.

## Consecuencias
A pesar de las bajas sufridas por las brigadistas, su resistencia en los alrededores (la zona de la Tierra Alta)  duró unos días más y permitió la evacuación de valioso material bélico, además de permitir que pudieran reagruparse numerosas unidades republicanas al otro lado del río Ebro. Unos meses después, tras el comienzo de la batalla del Ebro, la localidad volvió a verse agitada con el nuevo intento de capturarla que llevaron a cabo las tropas republicanas, entre ellas nuevamente tropas de la XV Brigada Internacional.